# SG GFC Düren 1899
Pour les articles homonymes, voir GFC.
Maillots
Dernière mise à jour : 14 avril 2011.
La SG GFC Düren 99 est un club omnisports allemand localisé à Düren, en Rhénanie du Nord/Westphalie.
Ce club est issu d’une fusion entérinée le 1er avril 2011 entre le GFC Düren et la SG Düren 99.
La SG Düren 99 provient d’une fusion, survenue en 1935, entre deux cercles locaux, le "FC Germania Düren" et le "Dürener SC 03". Düren 99 propose d’autres sections sportives, dont l’athlétisme, la gymnastique, le handball, le hockey sur gazon, le triathlon, la natation, le tennis mais aussi la voile. Ce club dispose aussi d’une section de football américain qui évolue sous la dénomination d’Aachen-Düren Demons.

## Histoire (football)

### GSC Düren

logo du GFC 09 Düren

Ce club fut fondé en 1909 sous le nom de Gürzenicher Fussball Club 1909 Düren ou GFC 09 Düren.
Bien que centenaire, le club se montra par la passé plus anonyme que son voisin de la SG Düren 99.
Sportivement parlant, au début du XIXe siècle, le GFC 09 Düren prit nettement le dessus. En 2002, le club accéda à l’Oberliga Nordrhein, une ligue alors située au 4e rang de la hiérarchie du football allemand. Le cercle y évolua durant cinq saisons puis fut relégué en 2007 en Verbandsliga Mittelrhein.
L’année suivante, à la suite d'une nouvelle réforme des ligues, dont la création de la 3. Liga en tant que "Division 3", la Verbansliga Mittelrhein recula au niveau 6 et prit le nom de Mittelrheinliga. En 2010, le GFC 09, au bord de la faillite, retira volontairement son équipe et descendit en Landesliga Mittelrhein (Groupe 2), soit 8e niveau de la hiérarchie de la DFB.
En 2010-2011, le GFC 09 Düren lutte pour éviter la relégation en Bezirksliga.
Le 1er avril 2011, le site Internet du GFC 09 Düren officialisa sa fusion avec sa voisine, la SG Düren 99 pour former la Sportgemeinschaft Gürzenicher Fussball Club Düren 1899 ou SG GFC Düren 1899
Le GFC 09 comporte aussi des départements de tennis de table et de volley-ball. Celui-ci, depuis sa création en 2003, fournit deux joueuses de beach-volley (Suzanne Lahme et Danja Musch) qui représentèrent l’Allemagne dans cette discipline, lors des JO.O d’Athènes en 2004.

### SG Düren 99

logo de la SG Düren 99

Le club a ses racines dans deux anciens clubs de la localité de Düren. Le Fussball Club Germania Düren 1899 fondé en 1899 et le Dürener Sport-Club 1903.
Ces deux clubs fusionnèrent le 8 août 1935 pour former la Sportgemeinschaft Düren von 1899 ou SG Düren 99.
En 1939, la SG Düren 99 remporta le championnat de Bezirksklasse devant Bonner FV. Cela permit au club de monter en Gauliga Mittelrhein, une des seize ligues créées sur ordre des Nazis dès leur arrivée au pouvoir en 1933. Le club resta dans cette ligue jusqu’à la fin de la Seconde Guerre mondiale. En 1941, la ligue fut scindée en deux. Versé dans la Gauliga Aachen-Köln, la SG Düren 99 termina vice-champion en 1944 derrière la KSG VfL 99/SpVgg Sülz, une association de guerre (en Allemand: Kriegspielgemeinschaft – KSG) formée par le VfL 99 Köln et le SpVgg Sülz 07.
En 1945, le club fut dissous par les Alliés, comme tous les clubs et associations allemands (voir Directive n°23). Il fut rapidement reconstitué.
En 1946, la SG Düren 99 participa au Championnat de la zone d’occupation britannique.
En 1950, le club remporta la Amateurliga Mittelrhein et accéda à la 2. Oberliga West, une ligue créée au 2e niveau de la hiérarchie la saison précédente. Le cercle y évolua durant neuf saisons puis fut relégué en 1959. Son meilleur classement y fut une 7e place sur 16, dans le Groupe 2 en 1952.
Düren 99 remporta la Verbandsliga Mittelrhein en 1963 et en 1966 mais ne parvint jamais à décrocher sa promotion vers la Regionalliga West qui replaça la 2. Oberliga West en 1963 et fut le 2e niveau de la hiérarchie jusqu’en 1974.
En 1983, la SG Düren 99 conquit une troisième fois le titre en Verbandsliga Mittelrhein et monta en Oberliga Nordrhein. Cette ligue avait instaurée au 3e étage de la pyramide du football allemand en 1978. Luttant pour son maintien, le club redescendit après trois saisons, en 1986.
Par la suite, non seulement la SG Düren 99 ne dépassa plus le 4e niveau mais surtout il plongea dans les tréfonds de la hiérarchie.
En 2001, le club fusionna avec un autre club local, le
Schwarz-Weiss Düren 99 pour former la SG Schwarz-Weiss Düren 99. Grâce à cette fusion, le club rejoua en Landesliga Mittelrhein. Mais en 2007, il fut mis fin à la fusion et chaque club reprit une route distincte.
Presque moribonde, la SG Düren 99 se retrouva en Kreisliga B, soit 10e niveau de la hiérarchie de la DFB.
En février 2011, on apprit d’une nouvelle fusion était planifiée. Le 1er avril 2011 en football, la SG Düren 99 fusionna avec le GFC Düren pour former la Sportgemeinschaft Gürzenicher-Fußball Club Düren 1899 ou SG GFC Düren 99.

### SG GFC Düren 99
Il est vraisemblable que pour la saison 2011-2012, l’équipe Premières de la SG GFC Düren 99 prendra la place du GFC 09 Düren, c'est-à-dire en Landesliga si le club se maintient ou en Bezirksliga en cas de descente.
En avril 2011, on ne sait pas encore quelles seront les couleurs officielles de la SG GFC Düren 99. La SG Düren 99 évolue en Rouge et Noir, alors que le GFC 09 Düren porte le Jaune et Noir.
Il est probable aussi que le club fusionné se dote d'un nouveau logo dans les mois suivants la fusion.

## Personnalités
Les personnalités suivantes ont fréquenté la SG Düren 99, en qualité de joueur et/ou d’entraîneur :
- Winfried Berkemeier joua en Bundesliga avec le 1. FC Köln, le 1. FC Nürnberg, Schalke 04 et le Tennis Borussia Berlin
- Gert Engels débuta au SG Düren 99, ensuite Borussia Mönchengladbach où il fut champion d’Allemagne 1976 et 1977 - Entraîneur au Japon depuis 1990.
- Wilfried Hannes débuta au SG Düren 99, ensuite Borussia Mönchengladbach où il fut champion d’Allemagne 1976 et 1977 puis Schalke 04 depuis 1991 e.a à Alemannia Aachen et à Würselen.
- Paul Heyeres Hartmann précédemment au 1. FC Köln
- Harald Konopka International allemand (2 caps).
- Fritz Langner ancien entraîneur de la SG Düren 99, il dirigeant de nombreux autres clubs dont le SV Werder Bremen, le 1. FC Nürnberg, Schalke 04, SSV Hagen, TSV 1860 München,…
- Michael Preisinger journaliste et écrivain, il fut entraîneur d’Athlétisme au SG Düren 99.
- Norbert Schmitz 'joua au 1. FC Köln de 1975 à 1978. Il évolua avec la SG Düren 99 en 1984-85
- Karl-Heinz Schnellinger débuta au SG Düren 99, ensuite e.a. 1. FC Köln et Milan AC, International allemand (47 caps, 1 but, 3 coupes du monde: 62, 66, 70).
- Georg Stollenwerk débuta au SG Düren 99, ensuite 1. FC Köln qu’il entraîna aussi, International allemand (23 caps, 2 buts, 1 coupe du monde: 58).
- Kurt Welsch International allemand (1 cap, en 1937).
- Werner Thelen International allemand amateur (17 caps, 3 buts), joua au 1. FC Köln, SV Werder Bremen, 1. FC Saarbrücken, Alemannia Aachen, 1. FC Kaiserslautern, FSV Frankfurt.
- Wolfgang Sandhowe termina sa carrière de joueur à la SG Düren 99, ensuite il entraîna de nombreux clubs.

## Sources et liens externes
- Website officiel du Gürzenicher FC Duren
- Website officiel de la SG Düren 99
- Hardy Grüne, Christian Karn: Das große Buch der deutschen Fußballvereine. AGON-Sportverlag, Kassel 2009,  (ISBN 978-3-89784-362-2).
- Archives des ligues allemandes depuis 1903
- Base de données du football allemand
- Actualités et archives du football allemand
- Site de la Fédération allemande de football